# João Marciano de Faria Pereira
João Marciano de Faria Pereira, primeiro e único barão de Piui (Minas Gerais — Formiga) foi um nobre brasileiro e coronel da Guarda Nacional. Foi agraciado barão em 27 de junho de 1888.

## História
Nascido em 01/01/1828 na cidade de Formiga-Minas Gerais, o Barão de Piumhi era fazendeiro e capitalista, recorria a ele para movimentar a conservadora e autossuficiente economia mineira. Foi Presidente da Câmara Municipal de Formiga de 1892 a 1897.